# Jules Verriest
Julien (Jules) Verriest (Sint-Andries, Brugge, 19 mei 1946) is een Belgisch voormalig voetballer. Hij speelde op het middenveld en in de verdediging. Verriest speelde bijna heel zijn carrière bij Cercle Brugge. De Cerclegemeenschap verkoos Jules Verriest tot Cerclespeler van de 20e eeuw.

## Aansluiting bij Cercle Brugge
Jules Verriest groeide op in de nabijheid van het Edgard De Smedtstadion van Cercle Brugge. Hij heeft op straat leren voetballen. Een neef van Verriest speelde al bij Cercle en vroeg hem om mee te komen spelen. Na de training werd hem een aansluitingskaart toegeschoven en Verriest was meteen lid van de Royal Cercle Sportif Brugeois. Zijn bal was het enige dat telde. Hij leefde voor zijn sport. Zowel bij miniemen, cadetten als scholieren is de linksvoetige Verriest teruggetrokken linksbinnen. Zijn liefde voor school verdween, want leren zat er niet in. Op 30 juni 1960 stopte Verriest met school, want de leerplicht gold toen nog tot veertien jaar.

## Debuut in het zwartste jaar van Cercle Brugge
Op 17 oktober 1965 debuteerde de 19-jarige Jules Verriest thuis in eerste klasse met een 0-0 tegen SK Lierse. Hij zou de daaropvolgende zestien jaar niet meer uit de eerste ploeg verdwijnen. Het was nog de tijd dat het eerste elftal vooral jongens van eigen stad in de rangen had. In het seizoen 1965-1966 tuimelde Cercle van eerste klasse naar derde klasse. Er was de sportieve degradatie en de degradatie omwille van de vermeende omkoopaffaire Zaak-Bogaerts. Al jaren kon Verriest zich naar hartenlust uitleven op het middenveld. Hij was eerst niet gelukkig dat trainer Urbain Braems hem wilde omscholen van middenvelder tot vaste linksachter. Bij eventueel balverlies kon hij altijd rekenen op Carlos De Steur die dan terugplooide om zijn man te onderscheppen. Na vijf jaar kwam kampioen Cercle in 1971 weer in eerste klasse. Vanaf 1975 bleef Verriest op de liberoplaats.

## Anderlecht of Club Brugge? Ebes.
In juni 1973 kwam Urbain Braems, trainer van Anderlecht, aan de mouw van Verriest trekken. Maar hij tekende niet. In die periode wilde ook Leo Canjels, trainer van Club Brugge Verriest inlijven. Hij heeft het voorstel van Canjels nooit in overweging genomen. Het waren mooie voorstellen, maar er was toen nog geen sprake van grootverdieners. Verriest wilde werken bij de maatschappij die instond voor de distributie van de elektriciteit, de Sociétés Réunies d’Energie du Bassin de l’Escaut, afgekort tot Ebes. Degelijk betaald, vaste benoeming en vooral ideaal qua dagindeling. Van acht tot vier werken, om vijf uur trainen met Cercle. Paul Ducheyne, advocaat en voorzitter van Cercle, had een afspraak geregeld met André Jacobs, de grote baas van Ebes Brugge. Binnen de tien minuten was het beklonken. Verriest was voortaan voltijds arbeider bij Ebes en semiprofessioneel voetballer bij Cercle Brugge. Hij werkte van maandag tot vrijdag in putten of op palen: elektriciteitspannes herstellen, zekeringkasten vervangen, het verzwaren van de netspanning, de elektriciteit en de tv-distributie aansluiten, later ook gas. Zo’n werk bij de nutsleidingen is altijd buiten, winter en zomer, in weer en in wind. Oostkamp was van meet af aan de vaste standplaats van Verriest. Hij moest passen voor het avond- en weekendwerk van de noodploeg van Ebes.

## Geen CVP-lijst
Voor de verkiezingen van 1976 vroeg de Brugse burgemeester Michel Van Maele Verriest om te kandideren op zijn CVP-lijst. Veertien dagen lang werd hij door alle mogelijke CVP-politici aan de mouw getrokken. Tot twee keer toe kwam er zelfs een telefoontje van premier Leo Tindemans. Verriest liet zich echter niet overhalen. Het lag niet in zijn aard om aan iets te beginnen dat boven zijn capaciteiten stak. Er was ook onenigheid binnen de CVP over de figuur Michel Van Maele. Verriest wilde geen mes in de rug steken van zijn voorzitter Paul Ducheyne. De CVP vloog naar de oppositiebanken. De nieuwe burgemeester werd de socialist Frank Van Acker.

## Einde carrière
Jules Verriest kreeg van de stad Brugge de Trofee voor Sportverdienste 1980. Op 15 mei 1981 won Cercle met 2-3 op Beerschot. Vier dagen voor zijn 35e verjaardag speelde Verriest er zijn 456e competitiewedstrijd in het eerste elftal. Hij was meteen ook zijn allerlaatste. Verriest werd het volgende jaar speler-trainer van vierdeklasser Excelsior Moeskroen. Het was een verkeerde keuze, want de dagelijkse verplaatsingen wogen te zwaar door. Vanaf de zomer van 1982 kwam hij uit voor Stormvogels Koekelare in tweede provinciale. Koekelare speelt in blauw en zwart, maar onder dat clubtruitje droeg hij tijdens de match wel een groen T-shirt. Op 16 april 1989 speelde de 42-jarige Jules Verriest met SV Koekelare de laatste wedstrijd uit zijn lange voetballoopbaan.

## Icoon
Jules Verriest stond zestien seizoenen in het eerste elftal van Cercle, een jaar vierde klasse, zes seizoenen provinciale en twee jaar liefhebbersvoetbal. Hij speelde voor Cercle 456 competitiewedstrijden en 36 bekerwedstrijden. Hij werkte nog bij Ebes, dat in 1990, na de hergroepering met de ondernemingen Intercom en Unerg, Electrabel werd, de grootste producent en leverancier van elektriciteit van België. In 2004 ging de 58-jarige Verriest met prepensioen. 
Verriest heeft zijn twee levensdoelen bereikt: voor Cercle spelen en voor Ebes werken. Hij werd nooit professioneel voetballer of international en wordt beschouwd als een working class hero. Hij blijft verknocht aan de vereniging en mist geen enkele thuismatch. Hij wil niet zeggen dat hij tégen Club Brugge is. Hij had er altijd veel kameraden. De man met wie hij nog het beste opschiet is Clubicoon Raoul Lambert. De twee echte Bruggelingen werden als broers voor elkaar. De Cerclegemeenschap verkoos Jules Verriest tot Cerclespeler van de 20e eeuw. Het feit dat hij het prototype was van een voetbalspeler in hart en nieren met een onvoorwaardelijke trouw aan zijn Cercle, is daar zeker niet vreemd aan. Verriest: “Cercle hoeft niet de beste te worden, het mag gewoon de schoonste blijven.”